# مرافق عدد مركب

رسم بياني يبين z ومرافقه z̅ في المستوي المركب. يحدد مرافق عدد مركب ما من خلال التماثل حول محور الأعداد الحقيقية

في الرياضيات، مرافق عدد مركب (بالإنجليزية: Complex conjugate)‏ هو عدد مركب له نفس الجزء الحقيقي للعدد الأصلي غير أن له جزءًا تخيليًا مساويًا للجزء التخيليّ للعدد الأصليّ من حيث القيمة المطلقة ومختلفًا عنه من حيث الإشارة.
مرافق العدد المركب z = a + ib هو العدد المركب z = a - ib حيث يتساويان في قيمة العددين الحقيقيين والعددين التخيليين إلا أن إشارة العدد التخيلي في المرافق تكون سالبة.
يُرمز لمرافق لعدد المركب عادة بأحد الرمزين *{\displaystyle Z} أو {\displaystyle {\bar {Z}}} .
مرافق العدد المركب {\displaystyle z=a+ib} وحيث a و b عددان حقيقيان هو العدد المركب {\displaystyle {\overline {z}}=a-ib.\,}
على سبيل المثال:
- {\displaystyle {\overline {(3-2i)}}=3+2i}
- {\displaystyle {\overline {7}}=7}
- {\displaystyle {\overline {i}}=-i.}

تستخدم تلك الرياضيات بصفة أساسية في حسابات التيار المتردد في الهندسة الكهربائية وتستخدم أيضا في ميكانيكا الكم في الفيزياء إذ لها خواص تساعد على حل تلك المسائل.

## خصائص
- {\displaystyle {\overline {(z+w)}}={\overline {z}}+{\overline {w}}\!\ }
- {\displaystyle {\overline {z-w}}={\overline {z}}-{\overline {w}}\!\ }
- {\displaystyle {\overline {(zw)}}={\overline {z}}\;{\overline {w}}\!\ }
- {\displaystyle {\overline {(z/w)}}={\overline {z}}/{\overline {w}}\!\ } على أساس أن w ليس صفرا
- {\displaystyle {\overline {z}}=z\!\ } إذا كان z عددا حقيقيا
- {\displaystyle {\overline {z^{n}}}=({\overline {z}})^{n}} إذا كان n عددا صحيحا
- {\displaystyle \left|{\overline {z}}\right|=\left|z\right|}
- {\displaystyle {\left|z\right|}^{2}=z{\overline {z}}={\overline {z}}z}
- {\displaystyle {\overline {\overline {z}}}=z\!\ }, ذاتية الانعكاس (أي مرافقُ مرافقِ عدد مركب ما هو العدد نفسه)
- {\displaystyle z^{-1}={\frac {\overline {z}}{{\left|z\right|}^{2}}}} على أساس أن z ليس صفرا